# Maclisp
Maclisp (soms ook geschreven als MACLISP, MacLisp of MacLISP) is een dialect van de programmeertaal Lisp dat in 1966 ontwikkeld werd aan het MIT als onderdeel van Project MAC. Er waren implementaties voor de PDP-6, PDP-10 en voor het Multics-besturingssysteem.
Maclisp was de basis voor vele andere Lisp-dialecten, zoals ZetaLisp en S-1 Lisp. De resulterende taalvarianten waren echter niet compatibel met elkaar, daarom werd in 1981 een gemeenschappelijke specificatie voor een opvolger van Maclisp en zijn varianten opgesteld. Het resultaat van dit werk is het Lisp-dialect Common Lisp, waarvan de ANSI-standaard in 1994 werd gepubliceerd.
Een aantal bekende programma's werden oorspronkelijk in Maclisp geschreven, waaronder het computeralgebrasysteem Macsyma, een implementatie van de Emacs-editor genaamd Multics Emacs en het taalanalyseprogramma SHRDLU.
Maclisp is genoemd naar Project MAC en heeft niets te maken met de Macintosh (Mac)-computer van Apple, die tientallen jaren later ontwikkeld werd. De verschillende Lisp-systemen voor de Macintosh hebben geen bijzondere gelijkenis met Maclisp.